# 9171 Carolyndiane
A 9171 Carolyndiane (ideiglenes jelöléssel 1989 GD5) a Naprendszer kisbolygóövében található aszteroida. Eric Walter Elst fedezte fel 1989. április 4-én.